# Parque de la Concordia
El parque de la Concordia es una amplia zona verde del centro de Guadalajara, España, y el parque más representativo de la ciudad. Se sitúa junto al casco histórico y en el inicio de un eje de zonas vedes de aproximadamente un kilómetro que constituyen además los parques de San Roque, las Adoratrices y la Fuente de la Niña.

## Historia

### Creación del parque
En el siglo XIX, y especialmente al comienzo de la segunda mitad, se comenzaron a diseñar y construir parques y jardines en muchas ciudades de España que estaban orientados para el uso y el disfrute de la gente. Anteriormente los jardines eran de dominio privado, bien sea propiedad de la Corona (como los jardines del Buen Retiro en Madrid, jardines de Aranjuez o jardines de la Granja) bien de la nobleza o de algún burgués enriquecido. 
La causa de la aparición de parques y jardines públicos fue la imitación de las grandes ciudades europeas, especialmente a partir de la Revolución Francesa cuando las personas pasaron de ser súbditos a ser ciudadanos. Y en este contexto se encuentra la génesis del primer parque público de Guadalajara. Además, el parque de la Concordia formaba parte de un proyecto general de mejoras urbanas (alcantarillado, pavimentación, ensanches, etc.) que el Ayuntamiento había aprobado el 31 de enero de 1854.
El 4 de febrero de 1854, siendo alcalde de Guadalajara Francisco Corrido, el Ayuntamiento, a propuesta de la comisión municipal encargada de promover determinadas mejorar urbanas, aprueba el proyecto que tenía además una dimensión social que se indica expresamente en el acuerdo municipal, como un argumento más a favor de las obras:

...se declara urgentísimo el establecimiento de un gran paseo en las Heras [sic] grandes de la Carrera, en los términos que la misma propone [...] siendo además muy atendible la necesidad apremiante de dar ocupación a muchos jornaleros que en la actualidad carecen de los medios precisos para su alimento y el de sus familias, tanto más sensible teniendo presente la carestía del pan y otros artículos de subsistencia que hoy se experimenta... hasta invertir la cantidad de treinta mil reales...

El proyecto fue autorizado el 5 de febrero de 1854 por el gobernador de la provincia, José María Jáudenes. El 6 de febrero se encarga la dirección de los trabajos a Ángel Rodríguez Arroquía, Caballero Profesor de Ingenieros, que firmaba el plano y la memoria que figuran en el expediente de referencia, firmados el 25 de enero y el 1 de marzo de 1854, respectivamente.
En mayo de 1854 las obras estaban ya muy avanzadas. Sin embargo, el director de los trabajos, Rodríguez Arroquía, pidió entonces un aumento de trece mil quinientos reales para acelerar la construcción del parque y permitir que el paseo pudiera inaugurarse y abrirse al público el 13 de junio, como finalmente se hizo.
El parque estaba formado entonces por un paseo central y dos bandas de jardines y rodeado todo por las calles del perímetro. La Concordia fue desde entonces el lugar de esparcimiento y eventos de todo tipo, como fiestas religiosas, eventos deportivos, actos institucionales y festejos populares.

### Obras posteriores
En 1859 se precisa una reconstrucción de todo el conjunto, dado el pésimo estado de conservación en que se encontraba. El 3 de marzo se aprobó la realización de dos surtidores que se ubicaron en los extremos del salón central y un nuevo depósito de aguas, que por circunstancias climatológicas quedó inservible, siendo aprobado otro de nueva construcción en sesión del 1 de abril de 1860.
En la sesión del 27 de junio de 1864 se acuerda la construcción de un tablado de madera a modo de escenario para celebrar los conciertos de la Academia de Música de la Banda de Ingenieros y otro tipo de fiestas y verbenas que en el paseo se celebraban, como las fiestas de San Pedro y de San Juan.
El depósito de aguas para riego se ubicaba donde actualmente se encuentra la pista de bolos castellanos y el aparcamiento del asilo. En 1912 se procede al traslado de ese estanque y la fuente a él asociada a la calle del Amparo con el fin de dar un mejor servicio a la vecindad.
En 1913 el consistorio aborda la sustitución del talud de tierra que presentaba el parque en todo el flanco de la Carrera, levantando un muro con sillares de piedra tallada, rematada por una barandilla de hierro forjado. De esta forma se consiguió un mirador sobre la Carrera y a la vez se eliminó la fuerte inclinación que existía hacia la puerta de Bejanque que, cuando llovía, causaba el arrastre de piedras y tierra hacia esa zona.
El 9 de diciembre de 1908 se planteó un proyecto para instalar un quiosco de música cuyo coste estaría entre cinco o seis mil pesetas, que se desechó por caro y por falta de presupuesto. Ya durante el año 1914 se encarga finalmente a Francisco Checa, arquitecto municipal, la construcción de un templete. En 1919 se produjo un cambio en el trazado del parque, que también afectó al quiosco, y en 1920, debido al mal estado en que este había quedado, se tuvo que sustituir por nuevo.
Desde aquellos años, las atracciones y puestos de feria de otoño se repartían entre la plaza Mayor, la plaza de Santo Domingo y el paseo de la Concordia, hasta que las atracciones pasaron al nuevo recinto ferial en 1978.
La más importante transformación del parque de la Concordia se realizó en 1941 con la apertura de un paseo diagonal que enlaza la entrada de la plaza de Santo Domingo con la calle de San Roque. El proyecto fue firmado por el arquitecto municipal Antoni Batllé y respondía a la necesidad de los mandos de la Academia de Infantería que necesitaban el paso franco para el desfile de los caballeros alumnos.
En 1954 se erigieron las dos pilastras de entrada, rematadas por unas farolas isabelinas que presentan un cierto estilo clasicista, en la entrada diagonal desde la plaza de Santo Domingo. La obra, de nuevo, fue firmada por el arquitecto municipal Batllé. En 2004, con motivo del 150 aniversario de la inauguración del parque se colocó en el pilar izquierdo de la entrada una placa que dice:

El Ayuntamiento de Guadalajara abrió al público este parque acordando que el nuevo paseo llevara el título de 'la Concordia' en testimonio de la que felizmente reina en esta muy noble y muy leal ciudad. 150 años más tarde, el Ayuntamiento de Guadalajara desea rendir un homenaje al parque y a los miles de ciudadanos que diariamente acuden a él. Guadalajara 13 de junio de 2004.

En 1978 se afrontó un nuevo programa de reformas. La más importante fue la substitución de la distribución geométrica y ordenada de los parterres por otra de formas redondeadas y de diseño orgánico, tanto en planta como en altura, rompiéndose la unidad visual con la profusión de pequeñas lomas cubiertas de césped.
En 1982 se incorporaron dos macizos con arbolado en el paseo central, desvirtuando ya por completo el concepto de «salón» en el que se basaba el diseño de 1854. Fue también el momento de la instalación de una fuente luminosa en la intersección del paseo con el paso diagonal y se colocaron placas identificativas de su especie en los árboles del parque.

### Denominaciones históricas
- Desde su inauguración se llamó paseo de La Concordia, a iniciativa del gobernador civil de la provincia, José María Jáudenes.
- Desde 1937 y durante dos años, en plena guerra civil española, se llamó paseo de la Unión Soviética.
- En 1939, ya en el franquismo, se le dio el nombre de paseo de Calvo Sotelo.
- En 1981 vuelve a adoptarse el nombre de parque de la Concordia.

## Arbolado
La variedad de árboles del parque de la Concordia es importante, habiéndose logrado un correcto equilibrio entre las coníferas y otros perennifolios y los caducifolios.
Entre las especies de árboles, se cuentan las acacias de tres púas, pinos de varias especies (Pinus halepensis, Pinus radiata y Pinus pinea), chopos y álamos, castaños de Indias, olmos y almeces, árboles del amor, cedros, cipreses, enebros y palmeras. En su gran mayoría, árboles de gran resistencia a las condiciones ambientales frías en invierno y cálidas y secas en verano.

## Monumentos
- En 1949 se instaló una Venus/Diana del tipo Mariblanca, que antes había adornado la plaza de Santo Domingo, obra de la primera mitad del siglo XVIII y que procedía del antiguo palacio de Montesclaros.
- En 1950 se colocó un busto de Fernando Palanca, alcalde de Guadalajara entre 1927 y 1928, organizador de la Golpe de Estado en 1936 en la ciudad contra el gobierno de la República y principal responsable de la reconstrucción del canal del Henares.
- El 26 de enero de 1960 se inauguró el monumento de Pedro Vives Vich, primer jefe y fundador de la aeronáutica española.
- El 23 de junio de 1973 se inauguró un monumento dedicado a José Antonio Primo de Rivera que fue retirado el 23 de marzo de 2005.
- En 2001 se colocó un monumento de Antonio Sanguino dedicado a Mariano Barberán y Joaquín Collar, tripulantes del vuelo transatlántico a bordo del Cuatro Vientos en 1933.

Existe también la figura de un guerrero del que se poseen muy pocos datos, que podría ser Carlos I de España.